# П'єтро III Кандьяно
П'єтро III Кандьяно (італ. Pietro III Candiano) (? — †959) — 21-й дож Венеції у 942—959 роках.

## Біографія
Син дожа П'єтро II Кандьяно. 932 року останній відправив П'єтро до візантійського імператора Романа I з дипломатичним завданням щодо підтримки відносин з імперією.
942 року після смерті дожа П'єтро Бадоер Партичипаціо обирається новим правителем Венеційського дукату. Спочатку вимушений був вирішувати конфлікт між патріархатами Аквілеї та Градо, де очільник останнього Марино Контарині був союзником Венеції. При цьому Градо перетворилося на важливий торгівельний осередок венеційців, які при цьому використовували річку Натісу, яку контролював аквілейський патріарх. Також останній був незадоволений однією з умов пакту Лотаря, за яким мешканці Градо і венеційці могли використовували фріульські ліси. 13 березня 944 року за посередництво Марино Контарині з аквілейським патріархом Лупо II було укладено мирну угоду, за якою Лупо II підписав хартію , в якій він зобов'язався дотримуватися раніше укладених з Венеційським дукатом угод, більше не здійснювати напади на венеційців та засуджувати напади, задумані іншими державами.
Водночас невдовзі після здобуття влади дож домігся обрання свого сина Доменіко єпископом Торчелло, що зміцнило його становище серед церковних ієрархів. Також у березні 944 року він придбав у Анни, вдови Гвідо ді Бертальдо, графа Реджо, деякі маєтки, розташовані в Конке та Фоголані в районі Падуї, розташовані дуже близько до венеціанського кордону, а також поблизу річок Брента та Адідже.
945 року відбуваються суттєві зміни в регіоні, коли після смерті короля Крешимира I Хорватія поринула у внутрішні чвари, якими скористалися сусіди, зокрема неретвяни, що відновили незалежність, захопили низку островів в Далмації та знову почали нападати на венеційські торгівельні судна. У відповідь 948 року П'єтро III Кандьяно відправ флот із 33 галер під командуванням Урсо Бадоваріо та П'єтро Розолло, який атакував неревтянські володіння але зазнав невдачі. Наступний похід також завершився поразкою. З огляду на це дож вимушений був укласти мирний договір, який зобов'язав Венецію платити данину неревтянам за безпечний прохід. Ця угода діяла протягом наступних 50 років. Разом з тим Венеція, як союзник Візантії, зберігала дружні відносини з Чаславом, великим жупаном Рашки.
951 року домігся від італійського короля Беренгара II підтвердження угод, укладених попередніми енеційськими дожами з королем Беренгаром I. Водночас 952 року ситуація змінилася, коли Беренгар II став васалом східнофранкського короля Оттона I, який відібрав в Італії Веронську марку з Істрією та Фріулі, внаслідок чого Венеційський дукат став межувати зі Східнофранкським королівством.
958 року призначив співдожем свого сина П'єтро. Як засвідчує документ того періоду, і не спричинила жодних особливих потрясінь у суспільному житті: схоже, що дож, використовуючи свої політичні здібності, зумів переконати знать. Але невдовзі П'єтро повстав проти батька, сподіваючись на підтримку італійського короля Беренгара II, що поновив боротьбу проти Отттона I. Заколот було придушено, а П'єтро вигнано з Венеції. 
Помер у серпні—вересні 959 року. Після чого прибув його син П'єтро, ставши дожем, оскільки на той час венеційський нобілітет побоювався потуги короля Беренгара II.
Мав від дружини Ріхільди (належала до італійської аристократії) чотирьох синів П'єтро, Доменіко, Вітале, Стефано і доньку Олену.